# Мшанець (Ковельський район)
Мшане́ць — село в Україні, у Головненській селищній громаді Ковельського району Волинської області. Населення становить 238 осіб. Має автобусне сполучення з містами Луцьк, Володимир, Ковель. Відстань до Любомля 23 км. Межує з селом Ясне на півдні та Черемошна Воля на півночі.

## Географія
На північно-західній околиці села бере початок річка Особик, ліва притока Вижівки.

## Історія
У 1906 році село Головенської волості Володимир-Волинського повіту Волинської губернії. Відстань від повітового міста 72  версти, від волості 6. Дворів 70, мешканців 484.

## Населення
Згідно з переписом УРСР 1989 року чисельність наявного населення села становила 285 осіб, з яких 137 чоловіків та 148 жінок.
За переписом населення України 2001 року в селі мешкало 236 осіб. 100 % населення вказало своєю рідною мовою українську мову.